# Baidu Baike
A Baidu Baike (kínaiul: 百度百科) egy kínai fejlesztésű, 2006. június 20-án elindított enciklopédia, amely kizárólagosan csak kínai nyelven érhető el, viszont a világ bármely pontjáról megnyitható webhely. A Baidu Baike a nyugati Wikipédiához hasonlóan funkcionál: különböző témákkal, jelenségekkel, dolgokkal kapcsolatban olvashatunk szócikkeket. Számos anyag érhető el az oldalon számos témával kapcsolatban.
A Wikipédiához hasonlóan a Baidu Baike oldalon is bárki szerkeszthet és hozzáadhat szócikkeket, csupán regisztrálni kell az oldalon. Az enciklopédia fokozatosan ösztönzi a cégeket, professzorokat, magas tudással rendelkező egyéneket és kutatókat a közös fejlesztésben, hogy az oldal még több információval és tudással szolgálhasson.
A szócikkek hivatalosan publikált kutatási anyagokkal vannak alátámasztva.